# 雷迪奇 (英國國會選區)
雷迪奇（英語：Redditch），英國國會一郡選區，位於英格蘭伍斯特郡東部，包括雷迪奇其附近村莊。
該區自1997年創設以來首任議員是工黨的施卓琪，但在2010年大選中被保守黨的凱倫·藍萊以43.5%選票擊敗。